# الصليلة (فرع العدين)

تعديل مصدري - تعديل

الصليلة محلة تابعة لقرية البادية، التابعة لعزلة المسيل بمديرية فرع العدين إحدى مديريات محافظة إب في الجمهورية اليمنية، بلغ تعداد سكانها 79 نسمة حسب تعداد اليمن لعام 2004.